# Энджел, Рой
Рой Энджел (англ. Roy Engel; 13 сентября 1913 — 29 сентября 1980) — американский актёр радио, кино и телевидения 1940—1970-х годов.
За время своей карьеры Энджел сыграл в более чем в 100 фильмах, среди которых более 30 фильмов нуар, пятнадцать вестернов и пятнадцать фантастических фильмов. Наиболее известными картинами с его участием были «Мёртв по прибытии» (1949), «Незнакомцы в поезде» (1951), «День, когда остановилась Земля» (1951), «Колодец» (1951), «Театральный фургон» (1953), «Номер для директоров» (1954), «Ночь охотника» (1955), «И подбежали они» (1958) и «Спартак» (1960).
В 1950—1970-е годы Энджел плодотворно работал на телевидении, в частности, многократно снимался в эпизодах таких вестерн-сериалов, как «Дымок из ствола» (1956—1972), «Дни в Долине смерти» (1958—1970), «Бонанза» (1959—1970) и «Виргинец» (1963—1970).

## Ранние годы и начало карьеры
Рой Энджел родился 13 сентября 1913 года в Сент-Луисе, Миссури, США.
Он учился в иезуитской школе Рокхёрст, а затем и в колледже Рокхёрст в Канзас-Сити, где был одним из ведущих игроков футбольной команды.
После окончания колледжа Энджел работал на складе.

## Карьера на радио
Творческая карьера Энджела на радио началась на студии KCMO в Канзас-Сити. Свою первую роль на радио он сыграл в постановке «Джек Армстронг, настоящий американский парень» (англ. Jack Armstrong, the All-American Boy).
В 1946—1947 годах он играл заглавного персонажа в радиошоу канала ABC «Небесный Кинг» (англ.  Sky King).

## Карьера в кинематографе
Рой Энджел впервые появился на экране в 1943 году в эпизодической роли в музыкальной комедии «Жар плоти не остановить» (1943), однако свою первую серьёзную роль капитана полиции он сыграл лишь шесть лет спустя в классическом фильме нуар «Мёртв по прибытии» (1949).
В 1950 году Энджел сыграл в пяти фильмах, в том числе, в фильмах нуар «Вымогательство» (1950) с Говардом Даффом, где был официантом, «Оскорбление» (1950) с Малой Пауэрс, где был шерифом, а также «Убийца, запугавший Нью-Йорк» (1950) с Эвелин Кейс, где предстал в образе полковника. Он также сыграл учёного в независимом научно-фантастическом шпионском триллере «Летающая тарелка» (1950).
«Быстро зарекомендовав себя как постоянный актёр научно-фантастических фильмов», на следующий год Энджел сыграл констебля в ленте «Человек с планеты Х» (1951) и правительственного чиновника в классическом фильме «День, когда остановилась Земля» (1951). Всего в этом году у Энджела было четырнадцать фильмов, среди которых шесть фильмов нуар, включая «Незнакомцы в поезде» (1951) Хичкока, где он был полицейским, «М» (1951), где играл начальника полиции, «Колодец» (1951), где сыграл важную роль расистски настроенного владельца магазина электроники, который пересматривает свои взгляды и включается в спасение афроамериканской девочки, а также «Никогда не доверяй азартному игроку» (1951), где был младшим шерифом. Менее значимые роли Энджел сыграл в нуарах «Звонок из Чикаго» (1951), «Я был коммунистом для ФБР» (1951) и «Пропавшие женщины» (1951).
Год спустя у Энджела было тринадцать фильмов, среди которых ещё одна фантастическая лента «Зомби из стратосферы» (1952), где он был оператором чартерных кораблей, пять фильмов нуар, включая «Без предупреждения!» (1952), где он был капитаном полиции, «Мошенница» (1952), где был детективом универмага, а также «Измена» (1952) и «Странное увлечение» (1952). Он также сыграл в фильме ужасов с Борисом Карлоффом «Чёрный замок» (1952).
В 1953 году Энджел был задействован в шестнадцати картинах, включая фантастические фильмы ужасов «Чудовище с глубины 20 000 саженей» (1953), где был майором, и «Магнитный монстр» (1953), в котором сыграл генерала. В том же году Энджел появился в шести фильмах нуар, среди них «Викки» (1953), где он был детективом, «Стеклянная стена» (1953), где предстал в образе выступающего по телевидению полицейского, «Суд — это я» (1953), где был медэкспертом, «Считайте часы!» (1953), где был помощником шерифа, и «Запрещено» (1953). Он также сыграл эпизодическую роль репортёра в мюзикле с Фредом Астером «Театральный фургон» (1953) и капитана корабля в мюзикле с Тайроном Пауэром «Игрок с Миссисипи» (1953).
В 1954 году Энджел появился в семи фильмах, однако все его роли были небольшими, и его участие не было отражено в титрах. К числу наиболее значимых картин года относятся корпоративная драма со звёздным актёрским составом «Номер для директоров» (1954), фильм ужасов с Винсентом Прайсом «Безумный фокусник» (1954), где Энджел сыграл детектива, и малобюджетный фантастический хоррор «Убийцы из космоса» (1954), где он был полицейским диспетчером. Год спустя Энджел сыграл значительную роль контрабандиста и торговца краденым, который вступает в смертельную схватку с грабителем (Артур Кеннеди), в криминальной драме «Нагой рассвет» (1955). В том же году Энджел сыграл шерифа в фильме нуар с Робертом Митчемом «Ночь охотника» (1955), водителя грузовика в шпионском нуаре с Эдвардом Г. Робинсоном «Пуля для Джоуи» (1955), а также офицера в фантастическом фильме ужасов «Это прибыло со дна моря» (1955).
Среди восьми фильмов 1956 года наиболее заметными были фильмы нуар «Хьюстонская история» (1956), где Энджел был инспектором полиции, и «Цена страха» (1956) с Мерл Оберон, где у Энджела была небольшая роль кондуктора. Продолжая работать в фантастическом жанре, Энджел сыграл сержанта полиции в картине с Лоном Чейни-младшим «Неуязвимый человек» (1956). Он также исполнил небольшие роли в двух памятных вестернах — «Похвала дурному человеку» (1956) с Джеймсом Кэгни и «Три жестоких человека» (1956) с Чарльтоном Хестоном.
Год спустя Энджел появился в пяти фильмах, среди которых фантастический хоррор «Не с этой планеты» (1957), где сыграл сержанта, и фильм нуар «Смерть в небольших дозах» (1957), где у него была важная роль водителя грузовика, который гибнет при попытке раскрыть преступную сеть наркоторговцев. В 1958 году Энджел сыграл шерифа в драме с Фрэнком Синатрой «И подбежали они» (1958), у него также были небольшие роли в фильме нуар с Оди Мерфи «Контрабандисты оружия» (1958) и вестерне с Робертом Тейлором «Закон и Джейк Уэйд» (1958). Кроме того, Энджел появился в роли полицейского инспектора в фантастическом хорроре «Колосс Нью-Йорка» (1958), а в 1959 году сыграл шерифа в своём единственном фильме, мелодраме «Лучший друг собаки» (1959)
В начале 1960-х годов Энджел довольствовался небольшими ролями в таких фильмах, как историческая драма с Кирком Дугласом «Спартак» (1960), где был римским купцом, вестерн с Оди Мерфи «Охотник за скальпом» (1960), фантастический фильм «Исчезнувший рейс» (1961), комедия с Бобом Хоупом «Холостяк в раю» (1961) и музыкальная комедия с Дорис Дэй «Джамбо Билли Роуза» (1962). Позднее он сыграл в комедии Стэнли Крамера со Спенсером Трейси «Это безумный, безумный, безумный, безумный мир» (1963), где был патрульным полицейским, музыкальной комедии с Элвисом Пресли «Да здравствует Лас-Вегас!» (1964) и в криминальной комедии Вуди Аллена «Хватай деньги и беги» (1969), где исполнил роль капитана тюремной охраны.
В 1970-е годы Энджел продолжал сниматься в кино, появившись в девяти фильмах, однако большинство из них было невысокого уровня. Одним из наиболее значимых фильмов была драма Денниса Хоппера «Последний фильм» (1971), где у Энджела была важная роль второго плана. Этот фильм стал «крупной неудачей для Хоппера, но позднее стал почти культовым». Другими заметными фильмами были вестерн с Бертом Ланкастером «Представитель закона» (1971), где Энджел сыграл бармена, триллер с Чарльтоном Хестоном «Угонщик самолётов» (1972), где он был пилотом лёгкого самолёта, вестерн с Ричардом Уидмарком «Когда умирают легенды» (1972) и криминальная драма «Сестрички с выкидными лезвиями» (1975). Последним фильмом Энджела стал неоднозначно принятый фантастический хоррор с участием Уильяма Шэтнера «Царство пауков» (1977), где Энджел сыграл мэра.

## Карьера на телевидении
С конца 1950-х годов и вплоть до завершения карьеры «телевидение было значительно более продуктивной площадкой для Энджела, чем кинематограф». За время работы на телевидении, охватившей период с 1952 по 1977 год, Энджел сыграл в 276 эпизодах 117 различных сериалов.
В нескольких сериалах Энджел исполнял постоянные роли, в частности, играл заместителя шерифа в вестерне «Шериф Кошиза» (1956—1957, 8 эпизодов), друга семьи главных героев в фэнтези-комедии «Свидание с ангелами» (1957, 8 эпизодов), капитана полиции в фантастической комедии «Мой любимый марсианин» (1965—1966, 6 эпизодов) и президента Улисса С. Гранта в приключенческом вестерне «Дикий дикий запад» (1966—1967, 7 эпизодов). Кроме того, на протяжении 1950—1970-х годов Энджел сыграл практически во всех крупных вестерн-сериалах, включая «Дымок из ствола» (1956—1972, 11 эпизодов), «Дни в Долине смерти» (1958—1970, 18 эпизодов), «Бонанза» (1959—1970, 18 эпизодов), где у него была постоянная роль доктора Мартина, и «Виргинец» (1963—1970, 18 эпизодов).
У Энджела также были роли в таких популярных телесериалах, как «Бостонский Блэки» (1952), «Неожиданное» (1952), «Одинокий волк» (1954), «Театр у камина» (1953—1955, 5 эпизодов), «Вы — там» (1953—1957, 10 эпизодов), «Сансет Стрип, 77» (1958), «Театр Зейна Грея» (1957—1958, 3 эпизода), «Калифорнийцы» (1958, 2 эпизода), «Бэт Мастерсон» (1959), «Истории Уэллс-Фарго» (1958—1959, 2 эпизода), «Мэверик» (1958—1960, 3 эпизода), «Караван повозок» (1958—1960, 2 эпизода), «Есть оружие — будут путешествия» (1958—1961, 5 эпизодов), «Беспокойное оружие» (1959, 2 эпизода), «Неприкасаемые» (1959—1963, 3 эпизода), «Разыскивается живым или мёртвым» (1961), «Жизнь и житие Уайетта Эрпа» (1961), «Детективы» (1961—1962, 3 эпизода), «Сыромятная плеть» (1962—1964, 3 эпизода), «Шоу Энди Гриффита» (1962—1968, 8 эпизодов), «ФБР» (1966—1974, 8 эпизодов), «Беглец» (1967), «Захватчики» (1967), «Облава 1967» (1968), «Менникс» (1968—1970, 2 эпизода), «Миссия невыполнима» (1968—1970, 2 эпизода), «Барнаби Джонс» (1974) и «Мэри Хартман, Мэри Хартман» (1977, 3 эпизода).

## Актёрское амплуа и оценка творчества
«Характерный актёр с резкими чертами лица», Энджел, как отмечено в его биографии на сайте Turner Classic Movies, «на протяжении своей плодотворной карьеры появился в замечательно равном числе из 101 телевизионного шоу и 101 фильма, хотя большинство его киноролей были без упоминания в титрах». По другим сведениям, Энджел «снялся более чем в 150 фильмах и почти в 800 эпизодах телевизионных программ». На протяжении своей карьеры, охватившей период 1950—1970-х годов он «чаще всего появлялся в ролях копов, шерифов и детективов, а также тюремных охранников, барменов и врачей».

## Личная жизнь
Рой Энджел был женат, в браке у него родилась дочь Ройан Энджел (1943).

## Смерть
Рой Энгел умер 29 декабря 1980 года в возрасте 67 лет в Бербанке, Калифорния, США, от менингита.

## Фильмография
| Год        |    | Русское название                               | Оригинальное название             | Роль                                                           |
| ---------- | -- | ---------------------------------------------- | --------------------------------- | -------------------------------------------------------------- |
| 1943       | ф  | Жар плоти не остановить                        | The Heat's On                     | Рой (в титрах не указан)                                       |
| 1949       | ф  | Красный, горячий и голубой                     | Red, Hot and Blue                 | посетитель ресторана (в титрах не указан)                      |
| 1949       | ф  | Мёртв по прибытии                              | D.O.A.                            | капитан полиции (в титрах не указан)                           |
| 1950       | ф  | Летающая тарелка                               | The Flying Saucer                 | доктор Карл Лоутон                                             |
| 1950       | ф  | Оскорбление                                    | Outrage                           | шериф Чарли Хэнлон                                             |
| 1950       | ф  | Убийца, запугавший Нью-Йорк                    | The Killer That Stalked New York  | полковник (в титрах не указан)                                 |
| 1950       | ф  | Вымогательство                                 | Shakedown                         | старший официант (в титрах не указан)                          |
| 1950       | ф  | Почтовый поезд                                 | Wyoming Mail                      | продавец билетов (в титрах не указан)                          |
| 1951       | ф  | Река Роуг                                      | Rogue River                       | Эд Колби                                                       |
| 1951       | ф  | Звонок из Чикаго                               | Chicago Calling                   | Пит                                                            |
| 1951       | ф  | М                                              | M                                 | начальник полиции Риган                                        |
| 1951       | ф  | Человек с Планеты Икс                          | The Man from Planet X             | Томми, констебль                                               |
| 1951       | ф  | Колодец                                        | The Well                          | Глизон                                                         |
| 1951       | ф  | День, когда остановилась Земля                 | The Day the Earth Stood Still     | правительственный чиновник (в титрах не указан)                |
| 1951       | ф  | Сражающаяся береговая охрана                   | Fighting Coast Guard              | судовой сварщик (в титрах не указан)                           |
| 1951       | ф  | Я был коммунистом для ФБР                      | I Was a Communist for the FBI     | отец Джеки (в титрах не указан)                                |
| 1951       | ф  | Пропавшие женщины                              | Missing Women                     | офицер Баумхаус (в титрах не указан)                           |
| 1951       | ф  | Никогда не доверяй азартному игроку            | Never Trust a Gambler             | младший шериф (в титрах не указан)                             |
| 1951       | ф  | Принц, который был вором                       | The Prince Who Was a Thief        | (в титрах не указан)                                           |
| 1951       | ф  | Морской шершень                                | The Sea Hornet                    | Гас (в титрах не указан)                                       |
| 1951       | ф  | Незнакомцы в поезде                            | Strangers on a Train              | полицейский (в титрах не указан)                               |
| 1951       | ф  | Никогда не скажешь                             | You Never Can Tell                | полицейский надзиратель (в титрах не указан)                   |
| 1952       | ф  | Срыв                                           | Breakdown                         | Эл Белл                                                        |
| 1952       | ф  | Измена                                         | The Sellout                       | Сэм Ф. Слейпер                                                 |
| 1952       | ф  | Странное увлечение                             | Strange Fascination               | мистер Фрим                                                    |
| 1952       | ф  | Зомби из стратосферы                           | Zombies of the Stratosphere       | Лоусон, оператор по чартеру кораблей                           |
| 1952       | ф  | Чёрный замок                                   | The Black Castle                  | Бургер (в титрах не указан)                                    |
| 1952       | ф  | Карабин Уильямса                               | Carbine Williams                  | заключённый (в титрах не указан)                               |
| 1952       | ф  | Мошенница                                      | Confidence Girl                   | детектив магазина Уолш (в титрах не указан)                    |
| 1952       | ф  | Это растет на деревьях                         | It Grows on Trees                 | полицейский на мотоцикле (в титрах не указан)                  |
| 1952       | ф  | Паула                                          | Paula                             | детектив сержант (в титрах не указан)                          |
| 1952       | ф  | Кое-что для птиц                               | Something for the Birds           | конгрессмен Рой Фэрроу (в титрах не указан)                    |
| 1952       | ф  | Буревестники                                   | Thunderbirds                      | почтальон (в титрах не указан)                                 |
| 1952       | ф  | Без предупреждения!                            | Without Warning!                  | капитан полиции (в титрах не указан)                           |
| 1952       | с  | Бостонский Блэки                               | Boston Blackie                    | Монахан (1 эпизод)                                             |
| 1952       | с  | Неожиданное                                    | The Unexpected                    | (1 эпизод)                                                     |
| 1952—1953  | с  | Театр «Шеврон»                                 | Chevron Theatre                   | разные роли (2 эпизода)                                        |
| 1953       | ф  | Барабаны джунглей Африки                       | Jungle Drums of Africa            | первый констебль                                               |
| 1953       | ф  | Магнитный монстр                               | The Magnetic Monster              | генерал                                                        |
| 1953       | ф  | Жена твоего соседа                             | Thy Neighbor's Wife               |                                                                |
| 1953       | ф  | Театральный фургон                             | The Band Wagon                    | репортёр (в титрах не указан)                                  |
| 1953       | ф  | Чудовище с глубины 20 000 саженей              | The Beast from 20,000 Fathoms     | майор Эванс (в титрах не указан)                               |
| 1953       | ф  | Чемпион на день                                | Champ for a Day                   | зритель (в титрах не указан)                                   |
| 1953       | ф  | Код Два                                        | Code Two                          | полицейский сержант-инструктор в Академии (в титрах не указан) |
| 1953       | ф  | Считайте часы                                  | Count the Hours!                  | помощник шерифа (в титрах не указан)                           |
| 1953       | ф  | Запрещено                                      | Forbidden                         | Эл (в титрах не указан)                                        |
| 1953       | ф  | Стеклянная стена                               | The Glass Wall                    | полицейский в телепрограмме новостей (в титрах не указан)      |
| 1953       | ф  | Золотой клинок                                 | The Golden Blade                  | учёный (в титрах не указан)                                    |
| 1953       | ф  | Я люблю Мэлвина                                | I Love Melvin                     | полицейский (в титрах не указан)                               |
| 1953       | ф  | Суд — это я                                    | I, the Jury                       | медэксперт (в титрах не указан)                                |
| 1953       | ф  | Игрок из Миссисипи                             | The Mississippi Gambler           | капитан «Султаны» (в титрах не указан)                         |
| 1953       | ф  | Признание одной девушки                        | One Girl's Confession             | управляющий баром (в титрах не указан)                         |
| 1953       | ф  | Три моряка и девушка                           | Three Sailors and a Girl          | Уолтер Керр (в титрах не указан)                               |
| 1953       | ф  | Викки                                          | Vicki                             | первый детектив (в титрах не указан)                           |
| 1953       | с  | Театр «Дженерал Электрик»                      | General Electric Theater          | (1 эпизод)                                                     |
| 1953       | с  | Я живу тремя жизнями                           | I Led 3 Lives                     | Коттон (1 эпизод)                                              |
| 1953       | с  | Рамар из джунглей                              | Ramar of the Jungle               | Барт Крэйвен(1 эпизод)                                         |
| 1953       | с  | Джозеф Шилдкраут представляет                  | Joseph Schildkraut Presents       | полицейский (1 эпизод)                                         |
| 1953—1954  | с  | Театр четырёх звёзд                            | Four Star Playhouse               | разные роли (2 эпизода)                                        |
| 1953—1954  | с  | Твоя любимая история                           | Your Favorite Story               | разные роли (2 эпизода)                                        |
| 1953—1955  | с  | Театр у камина                                 | Fireside Theatre                  | разные роли (5 эпизодов)                                       |
| 1953—1957  | с  | Театр звезд Шлица                              | Schlitz Playhouse of Stars        | разные роли (5 эпизодов)                                       |
| 1953—1957  | с  | Вы — там                                       | You Are There                     | разные роли (10 эпизодов)                                      |
| 1954       | ф  | Опасная миссия                                 | Dangerous Mission                 | Хьюм (в титрах не указан)                                      |
| 1954       | ф  | Номер для директоров                           | Executive Suite                   | Джимми Фаррелл (в титрах не указан)                            |
| 1954       | ф  | Убийцы из космоса                              | Killers from Space                | первый полицейский диспетчер (в титрах не указан)              |
| 1954       | ф  | Безумный фокусник                              | The Mad Magician                  | детектив (в титрах не указан)                                  |
| 1954       | ф  | Осада на Красной реке                          | Siege at Red River                | полковник юнионистов Стэг (в титрах не указан)                 |
| 1954       | ф  | Внезапный                                      | Suddenly                          | водитель, уточняющий у Слима маршрут (в титрах не указан)      |
| 1954       | ф  | Золото дракона                                 | Dragon's Gold                     | сержант полиции (в титрах не указан)                           |
| 1954       | с  | Мистер окружной прокурор                       | Mr. District Attorney             | Хэл (1 эпизод)                                                 |
| 1954       | с  | Одинокий волк                                  | The Lone Wolf                     | сержант полиции Броудер (1 эпизод)                             |
| 1954       | с  | Сиско Кид                                      | The Cisco Kid                     | шериф (1 эпизод)                                               |
| 1954       | с  | Мистер Окружной прокурор                       | Mr. District Attorney             | Хэл (1 эпизод)                                                 |
| 1954       | с  | Свистун                                        | The Whistler                      | Джо, механик (1 эпизод)                                        |
| 1955       | ф  | Нагой рассвет                                  | The Naked Dawn                    | Гантц (торговец краденым)                                      |
| 1955       | ф  | Пуля для Джои                                  | A Bullet for Joey                 | водитель грузовика (в титрах не указан)                        |
| 1955       | ф  | Это прибыло со дна моря                        | It Came from Beneath the Sea      | офицер, приказывающий бросить сети (в титрах не указан)        |
| 1955       | ф  | Люби меня или покинь меня                      | Love Me or Leave Me               | репортёр / реквизитор (в титрах не указан)                     |
| 1955       | ф  | Ночь охотника                                  | The Night of the Hunter           | шериф (в титрах не указан)                                     |
| 1955       | ф  | Странная леди в городе                         | Strange Lady in Town              | помощник шерифа (в титрах не указан)                           |
| 1955       | с  | Сцена 7                                        | Stage 7                           | детектив сержант Райан (1 эпизод)                              |
| 1955       | с  | Театр кинорежиссёров                           | Screen Directors Playhouse        | проводник в поезде (1 эпизод, в титрах не указан)              |
| 1955       | с  | Шайенн                                         | Cheyenne                          | маршал Чэд Век (1 эпизод)                                      |
| 1955       | с  | Общественный защитник                          | Public Defender                   | сержант (1 эпизод)                                             |
| 1955       | с  | Дорожный патруль                               | Highway Patrol                    | Мастерсон (1 эпизод)                                           |
| 1955       | с  | Человек со значком                             | The Man Behind the Badge          | Петоски (1 эпизод)                                             |
| 1955       | с  | Театр «Корона» с Глорией Свэнсон               | Crown Theatre with Gloria Swanson | (1 эпизод)                                                     |
| 1956       | ф  | Приграничный игрок                             | Frontier Gambler                  | Том Макбрайд                                                   |
| 1956       | ф  | Неуязвимый человек                             | Indestructible Man                | сержант в участке                                              |
| 1956       | ф  | Три жестоких человека                          | Three Violent People              | саквояжник                                                     |
| 1956       | ф  | Хьюстонская история                            | The Houston Story                 | инспектор полиции Грегг (в титрах не указан)                   |
| 1956       | ф  | Цена страха                                    | The Price of Fear                 | проводник (в титрах не указан)                                 |
| 1956       | ф  | Поездка по магистрали                          | Ride the High Iron                | проводник на железной дороге (в титрах не указан)              |
| 1956       | ф  | Похвала дурному человеку                       | Tribute to a Bad Man              | второй покупатель (в титрах не указан)                         |
| 1956       | с  | Юбилей звезды «Форд»                           | Ford Star Jubilee                 | генерал Грант (1 эпизод)                                       |
| 1956—1957  | с  | Шериф Кошиза                                   | The Sheriff of Cochise            | помощник шерифа Боб Карсон (8 эпизодов)                        |
| 1956 —1972 | с  | Дымок из ствола                                | Gunsmoke                          | разные роли (11 эпизодов)                                      |
| 1957       | ф  | Смерть в небольших дозах                       | Death in Small Doses              | Уолли Морс                                                     |
| 1957       | ф  | Побег из Сан-Квенина                           | Escape from San Quentin           | Хэп Грэм                                                       |
| 1957       | ф  | Не с этой планеты                              | Not of This Earth                 | сержант Уолтон                                                 |
| 1957       | ф  | Оседлавший радугу                              | The Storm Rider                   | майор Боннард                                                  |
| 1957       | ф  | Отдать всё, что есть у меня                    | All Mine to Give                  | мистер Гарри Брэдли (в титрах не указан)                       |
| 1957       | с  | Суд последней надежды                          | The Court of Last Resort          | капитан Бриггс (1 эпизод)                                      |
| 1957       | с  | Полицейский штата                              | State Trooper                     | Сэм Кетч (1 эпизод)                                            |
| 1957       | с  | Свидание с ангелами                            | Date with the Angels              | Джордж Клемсон (8 эпизодов)                                    |
| 1957       | с  | Приключения Джима Боуи                         | The Adventures of Jim Bowie       | шериф (1 эпизод)                                               |
| 1957       | с  | Театр О. Генри                                 | The O. Henry Playhouse            | разные роли (2 эпизода)                                        |
| 1957— 1958 | с  | Театр Зейна Грея                               | Zane Grey Theater                 | разные роли (3 эпизода)                                        |
| 1957— 1958 | с  | Преследование                                  | Trackdown                         | разные роли (2 эпизода)                                        |
| 1957— 1958 | с  | Молчаливая служба                              | The Silent Service                | разные роли (2 эпизода)                                        |
| 1957—1958  | с  | Вертолёты                                      | Whirlybirds                       | разные роли (2 эпизода)                                        |
| 1958       | ф  | Весёлая поездка                                | Joy Ride                          | Барретт                                                        |
| 1958       | ф  | Колосс Нью-Йорка                               | The Colossus of New York          | инспектор полиции (в титрах не указан)                         |
| 1958       | ф  | Контрабандисты оружия                          | The Gun Runners                   | Каз (в титрах не указан)                                       |
| 1958       | ф  | Закон и Джейк Уэйд                             | The Law and Jake Wade             | Эйвери (в титрах не указан)                                    |
| 1958       | ф  | И подбежали они                                | Some Came Running                 | шериф (в титрах не указан)                                     |
| 1958       | с  | Театр «Goodyear»                               | Goodyear Theatre                  | капитан Уолтер Барнс (1 эпизод)                                |
| 1958       | с  | Миллионер                                      | The Millionaire                   | Джон, офицер полиции (1 эпизод)                                |
| 1958       | с  | Мой друг Флика                                 | My Friend Flicka                  | Форбс (1 эпизод)                                               |
| 1958       | с  | Приграничный доктор                            | Frontier Doctor                   | Сай Редмонд (1 эпизод)                                         |
| 1958       | с  | Досье Уолтера Уинчелла                         | The Walter Winchell File          | Фэннинг (1 эпизод)                                             |
| 1958       | с  | Калифорнийцы                                   | The Californians                  | разные роли (2 эпизода)                                        |
| 1958       | с  | Завеса                                         | The Veil                          | Уолли Хаффнер (1 эпизод)                                       |
| 1958       | с  | Сансет-Стрип, 77                               | 77 Sunset Strip                   | Крис Браско (1 эпизод, в титрах не указан)                     |
| 1958       | с  | Спасение 8                                     | Rescue 8                          | разные роли (2 эпизода)                                        |
| 1958—1959  | с  | Шугарфут                                       | Sugarfoot                         | разные роли (2 эпизода)                                        |
| 1958—1959  | с  | Истории Уэллс-Фарго                            | Tales of Wells Fargo              | разные роли (2 эпизода)                                        |
| 1958—1960  | с  | Мэверик                                        | Maverick                          | разные роли (3 эпизода)                                        |
| 1958—1960  | с  | Караван повозок                                | Wagon Train                       | разные роли (2 эпизода)                                        |
| 1958 —1961 | с  | Есть оружие — будут путешествия                | Have Gun - Will Travel            | разные роли (5 эпизодов)                                       |
| 1958— 1966 | с  | Перри Мейсон                                   | Perry Mason                       | разные роли (2 эпизода)                                        |
| 1958—1970  | с  | Дни в Долине смерти                            | Death Valley Days                 | разные роли (18 эпизодов)                                      |
| 1959       | ф  | Лучший друг собаки                             | A Dog's Best Friend               | шериф Дэн Мёрдок                                               |
| 1959       | с  | Беспокойное оружие                             | The Restless Gun                  | шериф (2 эпизода)                                              |
| 1959       | с  | Территория Тумстоун                            | Tombstone Territory               | Мартин Рэмзи (1 эпизод)                                        |
| 1959       | с  | Бронко                                         | Bronco                            | маршал Нельсон (1 эпизод)                                      |
| 1959       | с  | Северо-западный проход                         | Northwest Passage                 | Шейн (1 эпизод)                                                |
| 1959       | с  | Команда М                                      | M Squad                           | капитан полиции Томас (1 эпизод)                               |
| 1959       | с  | Бэт Мастерсон                                  | Bat Masterson                     | Мэлони (1 эпизод)                                              |
| 1959       | с  | Чёрное седло                                   | Black Saddle                      | Амос Прайор (1 эпизод)                                         |
| 1959       | с  | Юнион Пасифик                                  | Union Pacific                     | Дженсен (1 эпизод)                                             |
| 1959       | с  | Пограничный патруль                            | Border Patrol                     | капитан Салливан (1 эпизод)                                    |
| 1959       | с  | Помощник шерифа                                | The Deputy                        | Зандт (1 эпизод)                                               |
| 1959       | с  | Натянутый канат                                | Tightrope                         | Чарли (1 эпизод)                                               |
| 1959       | с  | Техасец                                        | The Texan                         | Мак Карсон (1 эпизод)                                          |
| 1959—1963  | с  | Неприкасаемые                                  | The Untouchables                  | разные роли (3 эпизода)                                        |
| 1959—1970  | с  | Бонанза                                        | Bonanza                           | доктор Пол Мартин (18 эпизодов)                                |
| 1960       | ф  | Охотник за скальпом                            | Hell Bent for Leather             | кузнец (в титрах не указан)                                    |
| 1960       | ф  | Спартак                                        | Spartacus                         | римский купец (в титрах не указан)                             |
| 1960       | ф  | Разбудите меня, когда это закончится           | Wake Me When It's Over            | генерал из Пентагона (в титрах не указан)                      |
| 1960       | с  | Письмо к Лоретте                               | Letter to Loretta                 | Кори Беллман - младший (1 эпизод)                              |
| 1960       | с  | Кольт 45 калибра                               | Colt .45                          | маршал Бен Сэйли (1 эпизод)                                    |
| 1960       | с  | Ларами                                         | Laramie                           | бармен (1 эпизод, в титрах не указан)                          |
| 1960       | с  | Шоу «Дюпон» с Джун Эллисон                     | The DuPont Show with June Allyson | детектив Морган (1 эпизод)                                     |
| 1960       | с  | Задание: Под водой                             | Assignment: Underwater            | Карни (1 эпизод)                                               |
| 1960       | с  | Шоу Барбары Стэнвик                            | The Barbara Stanwyck Show         | Колби (1 эпизод)                                               |
| 1960       | с  | Коронадо 9                                     | Coronado 9                        | Дейв Скуайрс (1 эпизод)                                        |
| 1961       | ф  | Исчезнувший рейс                               | Flight That Disappeared           | Джеймсон                                                       |
| 1961       | ф  | Сержант был дамой                              | The Sergeant Was a Lady           | сержант Брикер                                                 |
| 1961       | с  | Разыскивается живым или мёртвым                | Wanted: Dead or Alive             | шериф Арт Хэмптон (1 эпизод)                                   |
| 1961       | с  | Жизнь и житие Уайатта Эрпа                     | The Life and Legend of Wyatt Earp | Зак Хэррик (1 эпизод)                                          |
| 1961— 1969 | с  | Лесси                                          | Lassie                            | разные роли (5 эпизодов)                                       |
| 1961— 1962 | с  | Автобусная остановка                           | Bus Stop                          | судья (3 эпизода)                                              |
| 1961— 1962 | с  | Детективы                                      | The Detectives                    | разные роли (3 эпизода)                                        |
| 1962       | ф  | Джамбо Билли Роуза                             | Billy Rose's Jumbo                | репортёр (в титрах не указан)                                  |
| 1962       | ф  | Три балбеса на орбите                          | The Three Stooges in Orbit        | Уелби (в титрах не указан)                                     |
| 1962       | ф  | Чёрное золото                                  | Black Gold                        | Хоби Уильямс (в титрах не указан)                              |
| 1962       | с  | Шеннон                                         | Shannon                           | начальник полиции Кук (1 эпизод)                               |
| 1962       | с  | Стоуни Бёрк                                    | Stoney Burke                      | Фарли (1 эпизод)                                               |
| 1962       | с  | Шах и мат                                      | Checkmate                         | помощник шерифа (1 эпизод)                                     |
| 1962       | с  | Деннис-мучитель                                | Dennis the Menace                 | главный пожарный Дули (1 эпизод)                               |
| 1962       | с  | Святые и грешники                              | Saints and Sinners                | инспектор Хэл Постон (1 эпизод)                                |
| 1962       | с  | Три моих сына                                  | My Three Sons                     | Уолли Осборн (1 эпизод)                                        |
| 1962       | с  | Премьера «Алкоа»                               | Alcoa Premiere                    | Джим Крейтон (1 эпизод)                                        |
| 1962       | с  | Шоу Дика Пауэлла                               | The Dick Powell Show              | Кэхан (1 эпизод)                                               |
| 1962—1964  | с  | Сыромятная плеть                               | Rawhide                           | разные роли (3 эпизода)                                        |
| 1962—1968  | с  | Шоу Энди Гриффита                              | The Andy Griffith Show            | разные роли (8 эпизодов)                                       |
| 1963       | ф  | Это безумный, безумный, безумный, безумный мир | It's a Mad Mad Mad Mad World      | патрульный (в титрах не указан)                                |
| 1963       | ф  | Стена шума                                     | Wall of Noise                     | ветеринар (в титрах не указан)                                 |
| 1963—1970  | с  | Виргинец                                       | The Virginian                     | разные роли (19 эпизодов)                                      |
| 1964       | ф  | Твоё неверное сердце                           | Your Cheatin' Heart               | Джо Рауч                                                       |
| 1964       | ф  | Да здравствует Лас-Вегас!                      | Viva Las Vegas                    | мистер Бейкер (в титрах не указан)                             |
| 1964       | с  | Самые наилучшие пожелания                      | Many Happy Returns                | мужчина №1 (1 эпизод)                                          |
| 1965—1966  | с  | Мой любимый марсианин                          | My Favorite Martian               | капитан полиции (6 эпизодов)                                   |
| 1966       | с  | Напряги извилины                               | Get Smart                         | торговец (1 эпизод)                                            |
| 1966       | с  | Пистолеты и юбочки                             | Pistols 'n' Petticoats            | Уайатт Эрп (1 эпизод)                                          |
| 1966       | с  | Беги, приятель, беги                           | Run Buddy Run                     | капитан полиции (1 эпизод)                                     |
| 1966—1969  | с  | Дикий дикий запад                              | The Wild Wild West                | Президент Улисс С. Грант (6 эпизодов)                          |
| 1966—1974  | с  | ФБР                                            | The F.B.I.                        | азные роли (8 эпизодов)                                        |
| 1967       | с  | Беглец                                         | The Fugitive                      | лейтенант Ходжес (1 эпизод)                                    |
| 1967       | с  | Захватчики                                     | The Invaders                      | доктор Фредерик Роджерс (1 эпизод)                             |
| 1967 —1968 | с  | Защитник Джадд                                 | Judd for the Defense              | разные роли (2 эпизода)                                        |
| 1968       | с  | Облава 1967                                    | Dragnet 1967                      | Арт Тёрнбулл (1 эпизод)                                        |
| 1968       | с  | Шоу Люси                                       | The Lucy Show                     | офицер полиции (1 эпизод)                                      |
| 1968       | с  | Ружья Уилла Соннетта                           | The Guns of Will Sonnett          | Ральф Джонсон (1 эпизод)                                       |
| 1968 —1969 | с  | Лансер                                         | Lancer                            | разные роли (2 эпизода)                                        |
| 1968 —1970 | с  | Менникс                                        | Mannix                            | разные роли (2 эпизода)                                        |
| 1968—1972  | с  | Миссия невыполнима                             | Mission: Impossible               | разные роли (2 эпизода)                                        |
| 1969       | ф  | Хватай деньги и беги                           | Take the Money and Run            | капитан тюремной охраны (в титрах не указан)                   |
| 1969       | с  | Призрак и миссис Муир                          | The Ghost & Mrs. Muir             | доктор Фини (1 эпизод)                                         |
| 1969       | с  | А вот и невесты                                | Here Come the Brides              | доктор Харрис (1 эпизод)                                       |
| 1969       | с  | Смелые: Новые доктора                          | The Bold Ones: The New Doctors    | первый доктор (1 эпизод)                                       |
| 1969       | с  | Изгои                                          | The Outcasts                      | майор (1 эпизод)                                               |
| 1969       | с  | Хорошие парни                                  | The Good Guys                     | полицейский (1 эпизод)                                         |
| 1970       | с  | Дэниэл Бун                                     | Daniel Boone                      | доктор Рэмзи (1 эпизод)                                        |
| 1970       | с  | Адам-12                                        | Adam-12                           | Элмо Констант (1 эпизод)                                       |
| 1970       | с  | Суть дела                                      | The Name of the Game              | сержант полиции (1 эпизод)                                     |
| 1970       | с  | Мэтт Линкольн                                  | Matt Lincoln                      | инженер (1 эпизод)                                             |
| 1971       | ф  | Последний фильм                                | The Last Movie                    | Гарри Андерсон                                                 |
| 1971       | ф  | Представитель закона                           | Lawman                            | бармен                                                         |
| 1971       | ф  | Кровавое наследство                            | Blood Legacy                      | (в титрах не указан)                                           |
| 1971       | тф | Последний ребёнок                              | The Last Child                    | дирижёр                                                        |
| 1972       | ф  | Угонщик самолётов                              | Skyjacked                         | пилот                                                          |
| 1972       | ф  | Когда умирают легенды                          | When the Legends Die              | Сэм Тёрнер                                                     |
| 1972       | ф  | Молчаливое бегство                             | Silent Running                    | Андерсон (голос, в титрах не указан)                           |
| 1972       | с  | Новобранцы                                     | The Rookies                       | Мензиес (1 эпизод)                                             |
| 1973       | ф  | Чарли и ангел                                  | Charley and the Angel             | водитель                                                       |
| 1974       | с  | Уолтоны                                        | The Waltons                       | Вернон Ратли (1 эпизод)                                        |
| 1974       | с  | Барнаби Джонс                                  | Barnaby Jones                     | торговец (1 эпизод)                                            |
| 1975       | ф  | Сестрички с выкидными лезвиями                 | The Jezebels                      | Джобо                                                          |
| 1977       | тф | Удивительный Говард Хьюз                       | The Amazing Howard Hughes         | продюсер                                                       |
| 1977       | ф  | Царство пауков                                 | Kingdom of the Spiders            | мэр Коннорс                                                    |
| 1977       | с  | Мэри Хартман, Мэри Хартман                     | Mary Hartman, Mary Hartman        | Дэрил Дитерс (3 эпизода)                                       |